# Conferentie van Placentia Bay
De Conferentie van Placentia Bay was een meerdaagse reeks geheime besprekingen tussen het Verenigd Koninkrijk en de Verenigde Staten, vertegenwoordigd door respectievelijk eerste minister Winston Churchill en President Franklin Roosevelt, die werden gehouden tussen 9 en 12 augustus 1941. De ontmoeting vond plaats op wateren die tot het Britse Dominion Newfoundland behoorden, vlak bij de nieuwe Amerikaanse marinebasis Argentia op het eiland Newfoundland (nu behorend tot Canada). Het was de eerste keer dat Churchill en Roosevelt elkaar in levenden lijve ontmoetten. De VS waren op dat moment nog niet in staat van oorlog.
Plaats van besprekingen en voorbereidingen waren het Britse slagschip HMS Prince of Wales waarmee de Britse delegatie kwam en de Amerikaanse militaire kruiser, de USS Augusta, waarmee de Amerikaanse delegatie was aangereisd.  Aanleiding was de dreiging die beide landen zagen in een mogelijke overheersing van grotere delen van de wereld door de hitleriaanse regering van Duitsland.
Roosevelt had het tegenover journalisten doen voorkomen, dat hij met vrienden ging vissen, hij voer weg op het presidentiale jacht Potomatic met de goede vrienden prinses Martha van Noorwegen en Prins Karel van Zweden, zonder journalisten. Ervaren journalisten was het opgevallen dat niet alleen de president vrij plotseling afwezig was, maar tegelijkertijd ook de vice-minister van buitenlandse zaken, Sumner Welles; generaal George C. Marshall, Chief of staff  en admiraal Harold R. Stark, chief of naval operations.
Churchill werd onder meer vergezeld door Harry Hopkins, speciale gezant van Roosevelt, die voorafgaand aan deze ontmoeting besprekingen met Sovjetleider Stalin had gevoerd. Tijdens de reis speelden ze backgammon.
De conferentie resulteerde in de goedkeuring van eerder gemaakte overeenkomsten en het ontwerp van het Atlantisch Handvest, een algemene verklaring met beginselen voor een wereldorde na de oorlog. Het handvest was eveneens de eerste stap tot wat in 1945 zou uitlopen tot de oprichting van de Verenigde Naties.
De asmogendheden interpreteerden dit diplomatieke handvest later als een potentiële alliantie tegen hen.